# Richard Nacken
Richard Nacken (* 4. Mai 1884 in Rheydt; † 8. April 1971 in Oberstdorf; vollständiger Name: Richard Wilhelm August Nacken) war ein deutscher Mineraloge, Kristallograph, Petrograph und Physikochemiker. Nach ihm ist das Nacken-Kyropoulus-Verfahren benannt.

## Leben
Nacken absolvierte das Progymnasium in Rheydt und das Evangelisch Stiftische Gymnasium Gütersloh, wo er 1903 auch die Reifeprüfung ablegte. An der Universität Tübingen studierte er Mathematik und Naturwissenschaft. 1906/1907 wurde er bei Theodor Liebisch an der Universität Göttingen promoviert. Er wurde 1903 in Tübingen und 1906 in Göttingen Mitglied der christlichen Studentenverbindungen im Wingolfsbund. Nacken folgte Liebisch 1908 nach Berlin an das mineralogische Institut, dort arbeitete er als 1. Assistent bis 1911.
Anschließend ging er als außerordentlicher Professor für physikalisch-chemische Mineralogie und Petrographie an die Universität Leipzig. In diese Zeit fiel auch seine Hochzeit mit Berta Dreibrodt (1912). 1914 wurde er an die Universität Tübingen gerufen, 1918 wurde er ordentlicher Professor für Mineralogie und Petrographie an der Universität Greifswald. Von 1921 bis 1945 war Nacken Direktor des Mineralogischen Instituts der Universität Frankfurt am Main und seit 1936 zusätzlich Direktor des von ihm eingerichteten Edelsteinforschungszentrums in Idar-Oberstein. 1946 ging er nach Tübingen, wo Nacken bis zu seiner Emeritierung 1952 blieb. 1962 erfolgte die Ehrenpromotion Nackens (Dr. h. c.) durch die Universität Gießen.

## Schriften
- Beiträge zur Zementforschung, wie Untersuchungen am System CaO–SiO2–H2O
- Kristallzüchtung (insbesondere Quarz und Edelsteine)